# طواف إسبانيا 1970
طواف إسبانيا 1970 هو سباق دراجات هوائية أقيم في إسبانيا بتاريخ 23 أبريل – 12 مايو، تكون السباق من 19 مرحلة وامتدّ لمسافة 3568 كم بسرعة 39.85 كم/س، استغرق السباق 89 ساعة 57 دقيقة 12 ثانية. فز به الإسباني خيسوس لويس أوكانيا.